# Records du Mexique d'athlétisme

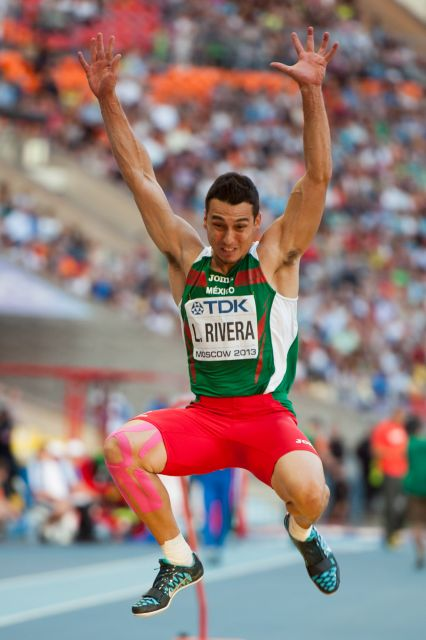
Luis Rivera, détenteur du record du Mexique du saut en longueur.

Les records du Mexique d'athlétisme sont les meilleures performances réalisées par des athlètes mexicains et homologuées par la Fédération mexicaine des associations d'athlétisme (FMAA).

## Plein air

### Hommes
| Épreuve                 | Record | Athlète                                                                                       | Date                         | Compétition                            | Lieu             | Réf.   |
| ----------------------- | --- | --------------------------------------------------------------------------------------------- | ---------------------------- | -------------------------------------- | ---------------- | ------ |
| 100 m                   | 10 s 21 A (+0,1 m/s) 10 s 21 A (+0,8 m/s) | Carlos Villaseñor José Carlos Herrera                                                         | 11 juillet 1997 29 août 2014 | Championnats nationaux                 | Toluca Xalapa    |        |
| 200 m                   | 20 s 17 (+0,9 m/s) | José Carlos Herrera                                                                           | 16 avril 2016                | Mt. SAC Relays                         | Norwalk          | [ 1 ]  |
| 400 m                   | 44 s 31 | Alejandro Cárdenas                                                                            | 26 août 1999                 | Championnats du monde                  | Séville          |        |
| 800 m                   | 1 min 43 s 44 | Jesús Tonatiú López                                                                           | 9 juillet 2021               | Stars and Stripes Classic              | Marietta         | [ 2 ]  |
| 1 500 m                 | 3 min 35 s 27 | Eduardo Herrera                                                                               | 18 juin 2024                 |                                        | Bilbao           |        |
| Mile                    | 3 min 57 s 34 | Juan Luis Barrios                                                                             | 17 juillet 2013              | Morton Games                           | Dublin           |        |
| 3 000 m                 | 7 min 35 s 71 | Arturo Barrios                                                                                | 10 juillet 1989              | Meeting Nikaïa                         | Nice             |        |
| 5 000 m                 | 13 min 7 s 79 | Arturo Barrios                                                                                | 14 juillet 1989              |                                        | Londres          |        |
| 10 000 m                | 27 min 8 s 23 | Arturo Barrios                                                                                | 18 août 1989                 | ISTAF                                  | Berlin           |        |
| 5 km (route)            | 13 min 18 s | Armando Quintanilla                                                                           | 31 mai 1996                  |                                        | Carlsbad         | [ 3 ]  |
| 10 km (route)           | 27 min 41 s | Arturo Barrios                                                                                | 1er mars 1986                |                                        | Phoenix          | [ 4 ]  |
| Semi-marathon           | 1 h 0 min 28 s | Germán Silva                                                                                  | 24 septembre 1994            | Championnats du monde de semi-marathon | Oslo             |        |
| Marathon                | 2 h 7 min 19 s | Andrés Espinosa                                                                               | 18 avril 1994                | Marathon de Boston                     | Boston           |        |
| 110 m haies             | 13 s 64 A (0,0 m/s) | Genaro Rodríguez                                                                              | 31 mars 2018                 | Encuentro Atlético FMA                 | Mexico           | [ 5 ]  |
| 400 m haies             | 49 s 27 | Guillermo Campos                                                                              | 11 mai 2024                  | Championnats ibéro-américains          | Cuiaba           | [ 6 ]  |
| 3 000 m steeple         | 8 min 25 s 69 | Salvador Miranda                                                                              | 8 juillet 2000               | Encuentro Nacional de Fondo            | Barakaldo        |        |
| Saut en hauteur         | 2,31 m | Edgar Rivera                                                                                  | 2 juin 2021                  | Meeting PTS                            | Šamorín          | [ 7 ]  |
| Saut à la perche        | 5,82 m | Giovanni Lanaro                                                                               | 15 avril 2007                | Mt. SAC Relays                         | Walnut           |        |
| Saut en longueur        | 8,46 m | Luis Rivera                                                                                   | 12 juillet 2013              | Universiade                            | Kazan            | [ 8 ]  |
| Triple saut             | 16,99 m (+1,9 m/s) | Alberto Álvarez                                                                               | 16 avril 2016                | Mt. SAC Relays                         | Norwalk          | [ 9 ]  |
| Lancer du poids         | 21,88 m | Uziel Muñoz                                                                                   | 27 mai 2023                  |                                        | Los Angeles      | [ 10 ] |
| Lancer du disque        | 63,35 m | Mario Cota                                                                                    | 18 juin 2016                 | Last Chance Oly Qualifier              | Chula Vista      |        |
| Lancer du marteau       | 78,68 m | Diego del Real                                                                                | 24 avril 2021                |                                        | Monterrey        | [ 11 ] |
| Lancer du javelot       | 81,71 m | David Carreón                                                                                 | 19 mai 2022                  | Tucson Elite Classic                   | Tucson           | [ 12 ] |
| Décathlon               | 7 614 pts | Alejandro Cárdenas                                                                            | 10–11 mai 1996               | Championnats ibéro-américains          | Medellín         |        |
| Décathlon               | 10 s 2 (+0,1 m/s) (100 m), 7,72 m (+1,3 m/s) (longueur), 12,55 m (poids), 1,74 m (hauteur), 46 s 33 (400 m) / 15 s 73 (0,0 m/s) (110 m haies), 38,32 m (disque), 4,40 m (perche), 57,28 m (javelot), 4 min 52 s 35 (1 500 m) |                                                                                               |                              |                                        |                  |        |
| 20 000 m marche (piste) | 1 h 17 min 25 s 6 | Bernardo Segura                                                                               | 7 mai 1994                   |                                        | Fana             |        |
| 20 km marche (route)    | 1 h 17 min 56 s | Alejandro López                                                                               | 8 mai 1999                   |                                        | Eisenhüttenstadt |        |
| 35 km marche            | 2 h 26 min 15 s | Ricardo Ortiz                                                                                 | 15 décembre 2024             |                                        | Dublin           | [ 13 ] |
| 50 000 m marche (piste) | 3 h 41 min 38 s 4 | Raúl González                                                                                 | 25 mai 1979                  |                                        | Fana             |        |
| 50 km marche (route)    | 3 h 41 min 20 s | Raúl González                                                                                 | 11 juin 1978                 |                                        | Poděbrady        |        |
| 4 × 100 m               | 39 s 17 | Équipe nationale universitaire Heber Gallegos Iván Moreno César Ramírez Juan Carlos Alanís    | 28 août 2017                 | Universiades                           | Taipei           | [ 14 ] |
| 4 × 400 m               | 3 min 2 s 87 | Équipe nationale universitaire Édgar Ramírez Luis Avilés Guillermo Campos Valente Mendoza     | 4 mai 2024                   | Relais mondiaux                        | Nassau           | [ 15 ] |
| 4 × 800 m               | 7 min 20 s 92 | Équipe nationale} José Eduardo Rodríguez Alexis Sotelo Gamaliel Moctezuma Jesús Tonatiu López | 23 avril 2017                | Relais mondiaux                        | Nassau           | [ 16 ] |

### Femmes
| Épreuve              | Record | Athlète                                                                             | Date               | Compétition                              | Lieu                | Réf.   |
| -------------------- | --- | ----------------------------------------------------------------------------------- | ------------------ | ---------------------------------------- | ------------------- | ------ |
| 100 m                | 11 s 09 A (+1,9 m/s) | Liliana Allen                                                                       | 19 juin 1999       | IMSS Grand Prix                          | Mexico              |        |
| 200 m                | 22 s 45 (+1,4 m/s) | Cecilia Tamayo-Garza                                                                | 14 mai 2023        | Championnats AAC                         | Tampa               | [ 17 ] |
| 400 m                | 48 s 89 | Ana Guevara                                                                         | 27 août 2003       | Championnats du monde                    | Saint-Denis         | [ 18 ] |
| 800 m                | 2 min 00 s 92 | Mariela Luisa Real                                                                  | 29 mai 2021        |                                          | Portland            |        |
| 1 500 m              | 4 min 03 s 06 | Laura Galván                                                                        | 12 août 2023       | BMC Grand Prix                           | Manchester          | .      |
| 3 000 m              | 8 min 28 s 05 | Laura Galván                                                                        | 2 septembre 2023   | Wanda Diamond League                     | Xiamen              | .      |
| 5 000 m              | 14 min 43 s 94 | Laura Galván                                                                        | 23 août 2023       | Championnats du monde                    | Budapest            |        |
| 10 000 m             | 31 min 04 s 08 | Laura Galván                                                                        | 4 mars 2023        | The TEN                                  | San Juan Capistrano | .      |
| 5 km (route)         | 15 min 5 s | Laura Galván                                                                        | 2 avril 2023       | Carlsbad 5000                            | Carlsbad            | [ 22 ] |
| 10 km (route)        | 31 min 14 s | Laura Galván                                                                        | 10 juin 2023       |                                          | New York            |        |
| Semi-marathon        | 1 h 9 min 28 s | Adriana Fernández                                                                   | 9 mars 2003        |                                          | Kyoto               |        |
| Marathon             | 2 h 22 min 59 s | Madaí Pérez                                                                         | 22 octobre 2006    | Marathon de Chicago                      | Chicago             |        |
| 100 m haies          | 13 s 20 A | Sandra Tavares                                                                      | 19 mai 1990        |                                          | Mexico              |        |
| 400 m haies          | 55 s 11 | Zudikey Rodríguez                                                                   | 31 juillet 2018    | Jeux d'Amérique centrale et des Caraïbes | Barranquilla        | [ 23 ] |
| 3 000 m steeple      | 9 min 48 s 15 | Ana Cristina Narváez                                                                | 14 mai 2015        | Hoka One One                             | Eagle Rock          | [ 24 ] |
| Saut en hauteur      | 1,97 m A | Romary Rifka                                                                        | 4 avril 2004       |                                          | Xalapa              |        |
| Saut à la perche     | 4,35 m A | Carmelita Correa                                                                    | 18 mars 2016       |                                          | Mexico              | [ 25 ] |
| Saut en longueur     | 6,74 m A (-0,6 m/s) | Jessamyn Sauceda                                                                    | 7 mai 2017         |                                          | Mexico              | [ 26 ] |
| Triple saut          | 14,02 m A (+1,9 m/s) | Ivonne Rangel                                                                       | 29 avril 2018      |                                          | Querétaro           | [ 27 ] |
| Lancer du poids      | 18,04 m | María Fernanda Orozco                                                               | 24 mai 2018        |                                          | Querétaro           |        |
| Lancer du disque     | 56,09 m | Verónica Luzania                                                                    | 23 mars 2024       | Copa Portal                              | Mexicali            |        |
| Lancer du marteau    | 66,52 m A | Sharon Ayala                                                                        | 16 mai 2009        |                                          | Logan               |        |
| Lancer du javelot    | 59,26 m A | Abigail Gómez                                                                       | 14 juin 2015       | Championnats du Mexique                  | Morelia             | [ 28 ] |
| Heptathlon           | 5 786 pts | Jessamyn Sauceda                                                                    | 24–25 juillet 2015 | Jeux panaméricains                       | Toronto             | [ 29 ] |
| Heptathlon           | 14 s 09 (-1,7 m/s) (100 m haies), 1,70 m (hauteur), 12,54 m (poids), 24 s 56 (+2,0 m/s) (200 m) / 5,93 m (-0,6 m/s) (longueur), 39,68 m (javelot), 2 min 18 s 93 (800 m) |                                                                                     |                    |                                          |                     |        |
| 20 km marche (route) | 1 h 26 min 17 s (AR) | María Guadalupe González                                                            | 7 mai 2016         | Championnats du monde par équipes        | Rome                | [ 30 ] |
| 35 km marche (route) | 2 h 50 min 44 s | Alejandra Ortega                                                                    | 24 août 2023       | Championnats du monde                    | Budapest            | [ 31 ] |
| 4 × 100 m            | 44 s 79 | Équipe nationale Nataly Brito Dania Aguillon Paola Moran Daniela Flores             | 25 août 2017       | Universiades                             | Taipei              |        |
| 4 × 400 m            | 3 min 27 s 14 | Équipe nationale Zudikey Rodriguez Gabriela Medina Nallely Vela Ana Guevara         | 1er septembre 2007 | Championnats du monde                    | Osaka               | [ 32 ] |
| 4 × 800 m            | 8 min 24 s 45 | Équipe nationale Gabriela Medina Cristina Guevara Mariel Espinosa Arantza Hernández | 25 mai 2014        | Relais mondiaux de l'IAAF                | Nassau              | [ 33 ] |